# سیارک ۲۳۱۹۷
سیارک ۲۳۱۹۷ (به انگلیسی: 23197 Danielcook، نامگذاری:2000RA62) بیست و سه هزار و صد و نود و هفتمین سیارک کشف شده‌است که در ۱ سپتامبر ۲۰۰۰ کشف شد.
قدر مطلق سیارک برابر ۱۷.۸ است.